# 萊昂納德·蘭斯
萊昂納德·蘭斯（英語：Leonard Lance，1952年6月25日—）是美國的一位政治人物。

## 生平
自2009年開始，他是紐澤西州第7選舉區選出的美國眾議院議員。他的黨籍是共和黨。蘭斯出生在一個政治世家。在成為國會議員之前，蘭斯曾經擔任紐澤西州參議院議員7年，擔任紐澤西州眾議院的議員11年。